# Joya de Cerén
De Joya de Cerén met als betekenis het juweel van Cerén, is een Maya landbouwdorp in het departement La Libertad van El Salvador. Het ligt in de vulkanische Zapotitánvallei ongeveer 36 kilometers van de hoofdstad. 

## Geschiedenis
Het dorp werd in 640 volledig bedolven onder de as van een vulkaanuitbarsting. Net zoals in Pompeï werden gebouwen perfect bewaard. Dit is een van de weinige plekken waar huizen (gemaakt van klei) en gebruiksvoorwerpen van gewone Maya-burgers gevonden zijn. De beter gekende grote tempels van Meso-Amerika zijn eerder voorbeelden van bouwwerken voor de elite.
In 1993 werd de Joya de Cerén opgenomen in de UNESCO-Werelderfgoedlijst.
Archeologisch Joya de Cerén
- Gemeinsame Normdatei: 4711267-0
- Library of Congress Control Number: n2007065128
- Virtual International Authority File: 136263853

Lijst van gekende Mayasteden en archeologische sites in centraal Amerika.